# Gino Landi
Gino Landi, pseudonimo di Luigino Gregori (Milano, 2 agosto 1933 – Roma, 17 gennaio 2023), è stato un coreografo, regista teatrale e regista televisivo italiano.

## Biografia
Fu avviato allo studio della danza dai suoi genitori, entrambi artisti di varietà. Iniziò come ballerino, passando poi alla coreografia. Fu scoperto da Erminio Macario mentre metteva in scena Bulli e pupe, con Fanfulla. Successivamente ha collaborato anche con il cinema e la televisione, fino a divenire uno tra i più celebri registi e coreografi nel panorama teatrale e televisivo nazionale ed internazionale, lavorando con Federico Fellini, Nino Rota, Tonino Guerra, Ennio Flaiano.
Tra le innumerevoli regie televisive da lui curate si ricordano quelle di alcune edizioni del Festival di Sanremo, Festivalbar, Partitissima, Premiatissima, Fantastico, Bene, bravi, bis, Noi con le ali e Se Parigi…. Il mondo del teatro, che lo ha visto nascere e muovere i suoi primi passi, gli affida regia e coreografie di numerosi spettacoli, tra i quali Rugantino e Vacanze Romane e le collaborazioni con Garinei e Giovannini, tra cui La granduchessa e i camerieri, con Franco Franchi e Ciccio Ingrassia.
Al Teatro Stabile Politeama Rossetti di Trieste, debutta nel 1970 come coreografo di Al cavallino bianco, con Tony Renis, Aldo Fabrizi e Sandro Massimini e nel 1971 con Il fiore di Hawaii di Paul Abraham, con Daniela Mazzucato, Sergio Tedesco, Massimini e Gloria Paul; nello stesso anno debutta anche come regista di La vedova allegra, sempre con Massimini; nel 1972 cura la regia di Cin Ci La, con Miranda Martino, Tedesco e Massimini e la coreografia di La principessa della Czarda, con Adriana Innocenti ed Elio Pandolfi; nel 1974 la regia di La donna perduta di Giuseppe Pietri, con la Mazzucato, Aurora Banfi, Massimini ed Ugo Benelli e la coreografia di Gräfin Mariza (La Contessa Mariza) di Emmerich Kálmán, con Leopoldo Mastelloni e la Innocenti; nel 1975 la coreografia di Il paese dei campanelli, con Elena Baggiore e Massimini e la regia di Rose-Marie di Rudolf Friml e Herbert Stothart, con Massimini e Daniele Formica; nel 1976 la coreografia di Il conte di Lussemburgo, con la Banfi; nel 1978 la regia di La duchessa di Chicago, con Massimini; nel 1979 regia di Scugnizza, con la Mazzucato.
In seguito, sempre a Trieste, al Teatro Lirico Giuseppe Verdi nel 1981, regia di L'acqua cheta, con la Mazzucato, Anna Campori, William Matteuzzi e Massimini, nel 1983 firma le coreografie e la regia di Premiatissima su canale5 e sarà così anche per le edizioni 84 e 85. Dal 1986 firma coreografie e regia di Fantastico ed 6 e 7. Nel 1987 è regista di Sanremo. Nell’autunno di quell’anno firma coreografie e regia di Festival su canale 5. In rai sarà al timone di Serata d'Onore sempre con Baudo e altri programmi degli anni 90 come Gran Premio e partita doppia. Ma tornando agli anni 80, nel 1984 regia Frasquita di Franz Lehár; nel 1985 la coreografia di La Bajadera di Emmerich Kálmán, con Max Renè Cosotti e Massimini, Vincenzo Manno e la Mazzucato; nel 1986 la regia di La casa delle tre ragazze (Des Dreimaderlhaus) di A.M. Willner e H. Reichert, con musica di Franz Schubert, con Ariella Reggio; nel 1987 la coreografia di Il pipistrello, con Cosotti e la Mazzucato e la regia di Clivia di Nico Dostal; nel 1994 la regia di La ballerina Fanny Elssler (Die Tänzerin Fanny Elßler) di Johann Strauss (figlio), con Tedesco ed Alessandro Safina; nel 1995 la regia di Sissi di Fritz Kreisler, con la Banfi, la Mazzucato, Safina, Gian e Cosotti; nel 1999 la regia di Lo zingaro barone, con Cinzia Forte; nel 2001 la regia di Les contes d'Hoffmann (I racconti di Hoffmann), con la direzione di Daniel Oren; nel 2002 la regia di Ballo al Savoy, con la Mazzucato; nel 2004 la regia di Paganini di Franz Lehár e nel 2006 la regia di Il mondo della luna di Giovanni Paisiello, con Bruno de Simone.
Sempre nel 1972 cura la coreografia ne La vedova allegra, per la regia di Vito Molinari, con Massimini, Eno Mucchiutti e Carlo Campanini al PalaRuffini di Torino, nel 1973 collabora alla regia con Giulio Coltellacci ne La rondine, con Franco Bonisolli, Alvinio Misciano, la Mazzucato e Mario Carlin al Teatro La Fenice di Venezia e nel 1974 la coreografia della prima assoluta di Aggiungi un posto a tavola di Armando Trovajoli, per la regia di Garinei e Giovannini, con Daniela Goggi, Johnny Dorelli, Bice Valori, Paolo Panelli, Ugo Maria Morosi, Maria Cristina Brancucci e Renato Turi al Teatro Sistina di Roma.
Nel 2011 cura la regia e la coreografia del musical Secrets of the Sea, per le musiche di Renato Serio e la sceneggiatura di Luca Gregori. Il 26 ottobre 2013 ha partecipato, insieme a Franco Miseria e Lorella Cuccarini, all'openday per "Mario all'Opera", movimento formato da ballerini, insegnanti di danza, coreografi, stilisti, personalità e maestranze del mondo dello spettacolo per sostenere la candidatura del M° Mario Marozzi a Direttore del Corpo di Ballo del Teatro dell'Opera di Roma.

### Morte
È morto a Roma il 17 gennaio 2023, all'età di 89 anni.